# Another Ball in the Hole
Another Ball in the Hole è un album discografico del gruppo musicale italiano Le Braghe Corte, pubblicato nel 2003 dalla Alternative Records.

## Tracce
1. Gold – 3:35
2. The next is for you – 4:10
3. Stereopatia – 4:23
4. Stadium – 3:30
5. No money to go – 2:26
6. super intro – 1:00
7. Super hero – 3:21
8. Mi sta bene così – 4:02
9. I fall in love (with every girl I see) – 3:08
10. Party tonite – 1:49
11. Jonny badile – 4:16
12. Philadelphia – 2:40
13. Friday – 3:42
14. Garden song – 2:41

## Formazione

### Gruppo
- Victor de Jonge - voce e tromba
- Federico Menetti - basso
- Valerio Trentini - batteria
- Filippo Zironi - chitarra
- Luca Ladinetti - chitarra
- Matteo Caselli - tromba
- Domenico Viscardi - trombone

### Altri musicisti
- Matteo Morassut - trombone
- Tony Cattano - trombone
- Cristian Rovatti - batteria
- Linliseweën-Monica - voce